# Max Merbt

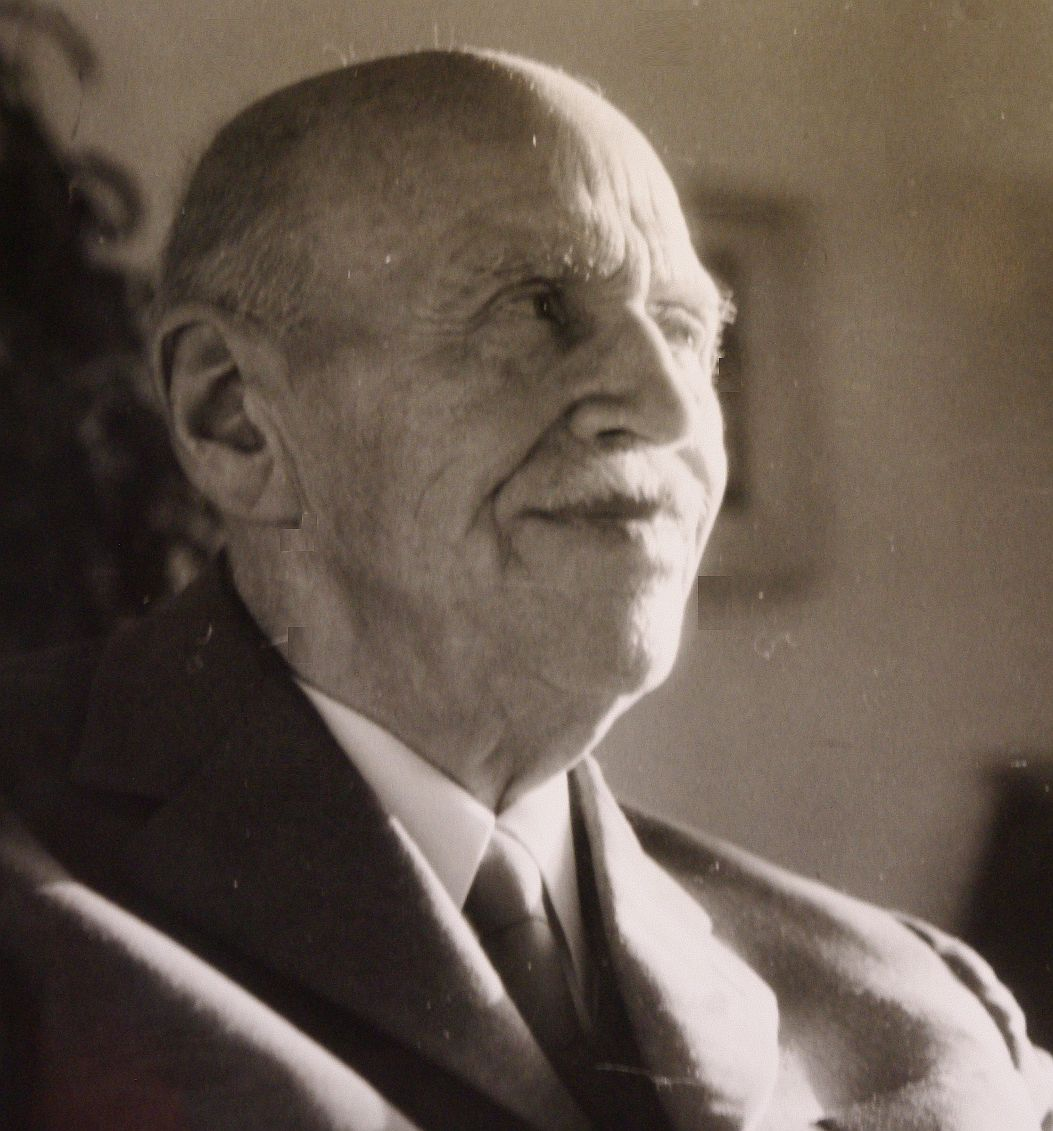
Max Merbt

Max Merbt (* 3. Februar 1895 in Dresden; † 1. April 1987 ebenda) war ein deutscher Maler und Kunstrestaurator.

## Leben
Nach einer Lehre als Dekorationsmaler begann Max Merbt seine künstlerische Laufbahn mit einer Ausbildung an der Kunstgewerbeschule Dresden. Nach seiner Rückkehr aus dem Ersten Weltkrieg wurde er wie viele andere Rückkehrer noch einmal Student an der Kunstakademie Dresden. Hier war er Schüler von Alexander Baranowski und Richard Mebert, außerdem erhielt er Kurse bei Josef Goller, welcher ihn auf dem Feld der dekorativen Elemente architekturbezogener Kunst ausbildete. Diese Ausbildung hatte seine spätere Tätigkeit in der Glasmalerei stark gefördert.
Er ließ sich 1921 als freier Künstler in Dresden nieder, wo er sich besonders der dekorativen Malerei zuwandte. Freie künstlerische Werke entstanden in dieser Zeit nur gelegentlich nebenbei. Seine handwerkliche Solidität und das sichere Farbgefühl in seinen Arbeiten fand bei vielen anderen Künstlern seiner Zeit Anerkennung.
Bereits in seiner Zeit in der Kunstgewerbeschule lernte er den nur vier Jahre älteren Otto Dix kennen, mit dem er eine Weile freundschaftlichen Kontakt pflegte. Beide Künstler waren in ihrem Kunstverständnis jedoch sehr gegensätzlich, während Dix geprägt von seinen Erlebnissen des Weltkrieges seinen Werken einen stark gesellschaftskritischen Charakter verlieh, war es das Anliegen Max Merbts die heitere Seite des Lebens zu zeigen, beruhigend und ordnend auf die Betrachter seiner Werke zu wirken. Es gab Übereinstimmung in weltanschaulichen Fragen, so auch mit Conrad Felixmüller und Pol Cassel, aber unterschiedliche künstlerische Auffassungen. Deshalb trennten sich auch die Lebenslinien mit Dix.

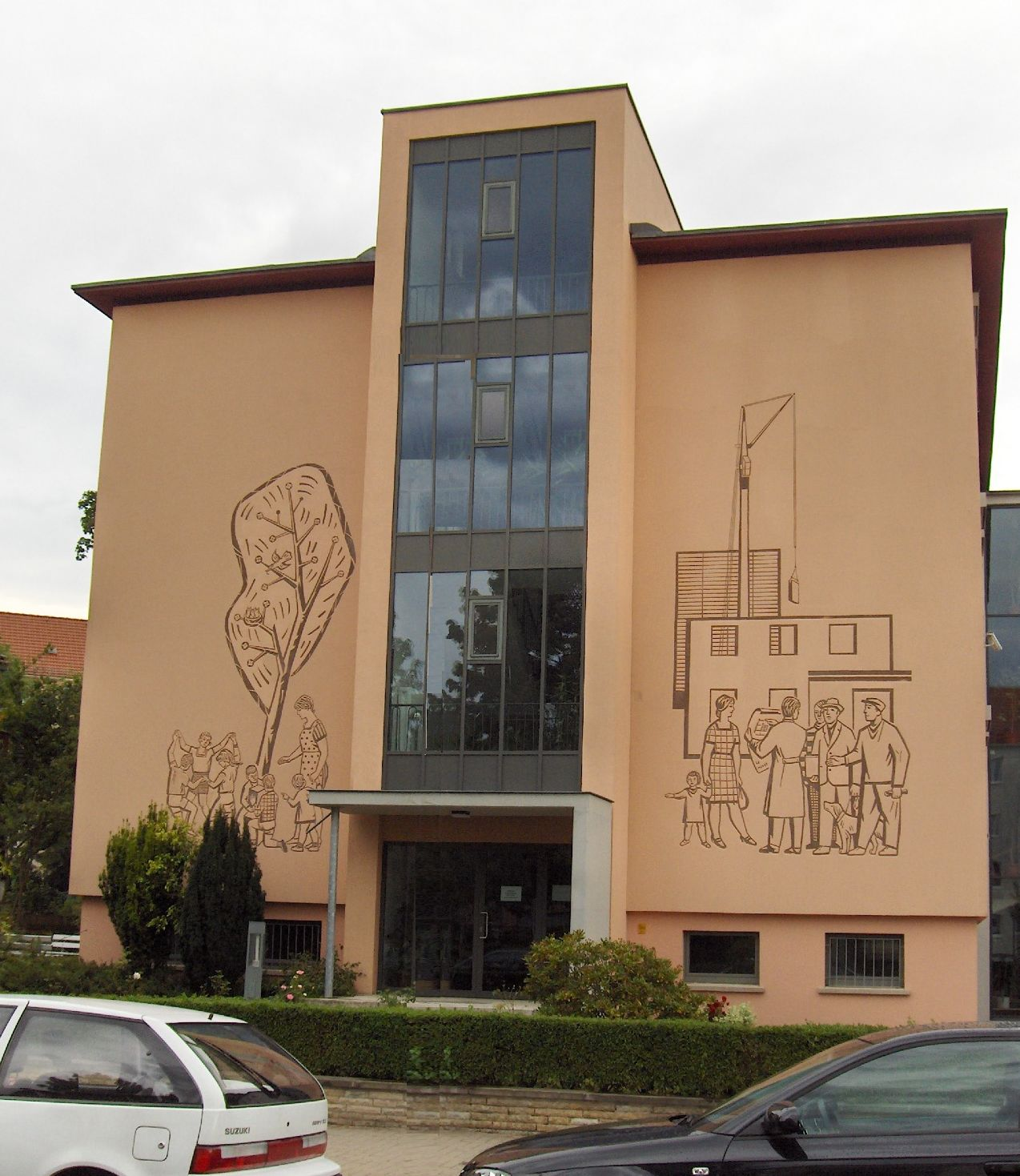
Fassade des Verwaltungsgebäudes der Groß AWG Aufbau in Dresden 1968

Merbt konzentrierte sich nun voll auf architekturbezogene Kunst, wo er sich unter anderem zu einem anerkannten Glasmaler entwickelte. Er wirkte mit Architekten der Wallotschule wie Max Krampe und Franke-Bertram zusammen die für Heinrich Tessenow arbeiteten. Gemeinsam mit Oswin Hempel arbeitete er im damaligen Trompeterschlösschen am Dippoldiswalder Platz, und mit Krampe am ehemaligen Stadtwallschlösschen am Postplatz.
In Hammerleubsdorf bei Chemnitz kam es zu einer Zusammenarbeit mit Wilhelm Rudolph bei der Max Merbt die Wandgestaltung ausführte und Rudolph die Türen mit expressiven Tiergestalten bemalte. Leider wurden alle Dresdner Arbeiten bei der Bombardierung am 13. Februar 1945 vernichtet, bei dem auch das Atelier des Künstlers mit allen bis dahin entstandenen freien Malereien verloren ging.
Als Max Merbt 1945 aus der Kriegsgefangenschaft zurückkehrte, gab es aufgrund der politischen und wirtschaftlichen Situation für umfangreiche künstlerische Raumgestaltung keinen Bedarf. Seine Fähigkeiten und sein Gespür für dekorative Farbgestaltung waren jedoch beim Wiederaufbau Dresdens sehr gefragt, und so entwickelte er sich zu einem anerkannten freien Mitarbeiter des Instituts für Denkmalpflege in Dresden.
Bereits 1956 arbeitete er am Wiederaufbau des Dresdner Zwingers und begann 1957 eine jahrelange Unterstützung der Restaurierungsarbeiten am Schloss Pillnitz (Bergpalais und Prunkgondel). Er restaurierte die Bildtapeten im ehemaligen Rittergut in Schirgiswalde, am Schwind-Pavillon in Kohren-Sahlis und war maßgeblich an der Restaurierung der St.-Benno- und Kreuzkapelle in der Katholischen Hofkirche in Dresden beteiligt. Außerdem unterstützte er die ersten Restaurierungsschritte beim Wiederaufbau der Semperoper. Eines seiner letzten Projekte war die Restaurierung der Innenausmalung der Kirche in Schellerhau.
Mit dem Auftrag einer Wandgestaltung für das Verwaltungsgebäude der Groß-AWG Aufbau Dresden Ende der 1960er-Jahre erhielt Merbt nach Ende des Zweiten Weltkrieges noch einmal die Möglichkeit zur Schaffung eines architekturbezogenen Kunstwerkes. Hier wählte er die Technik des Sgraffitos.
Merbt verstarb 1987 in Dresden und wurde auf dem Hellerau-Rähnitzer Friedhof beigesetzt. Die Grabstätte ist nicht erhalten.

## Wirken

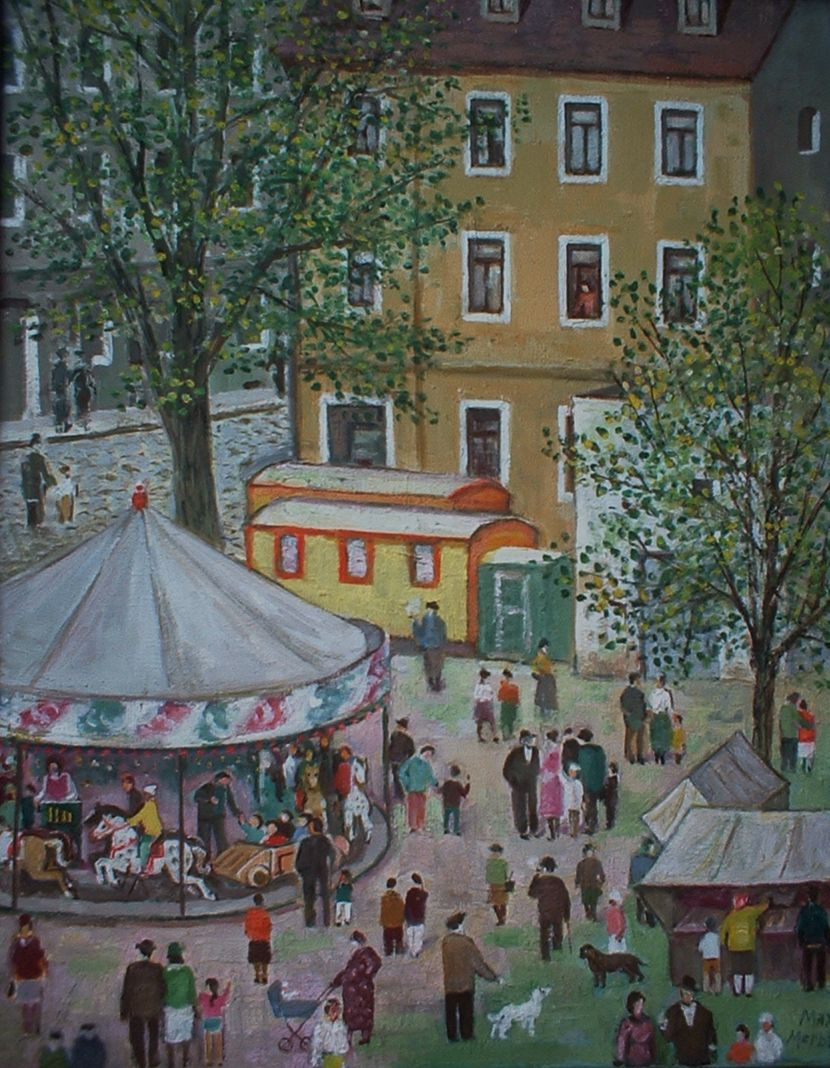
Rummelplatz, 1974

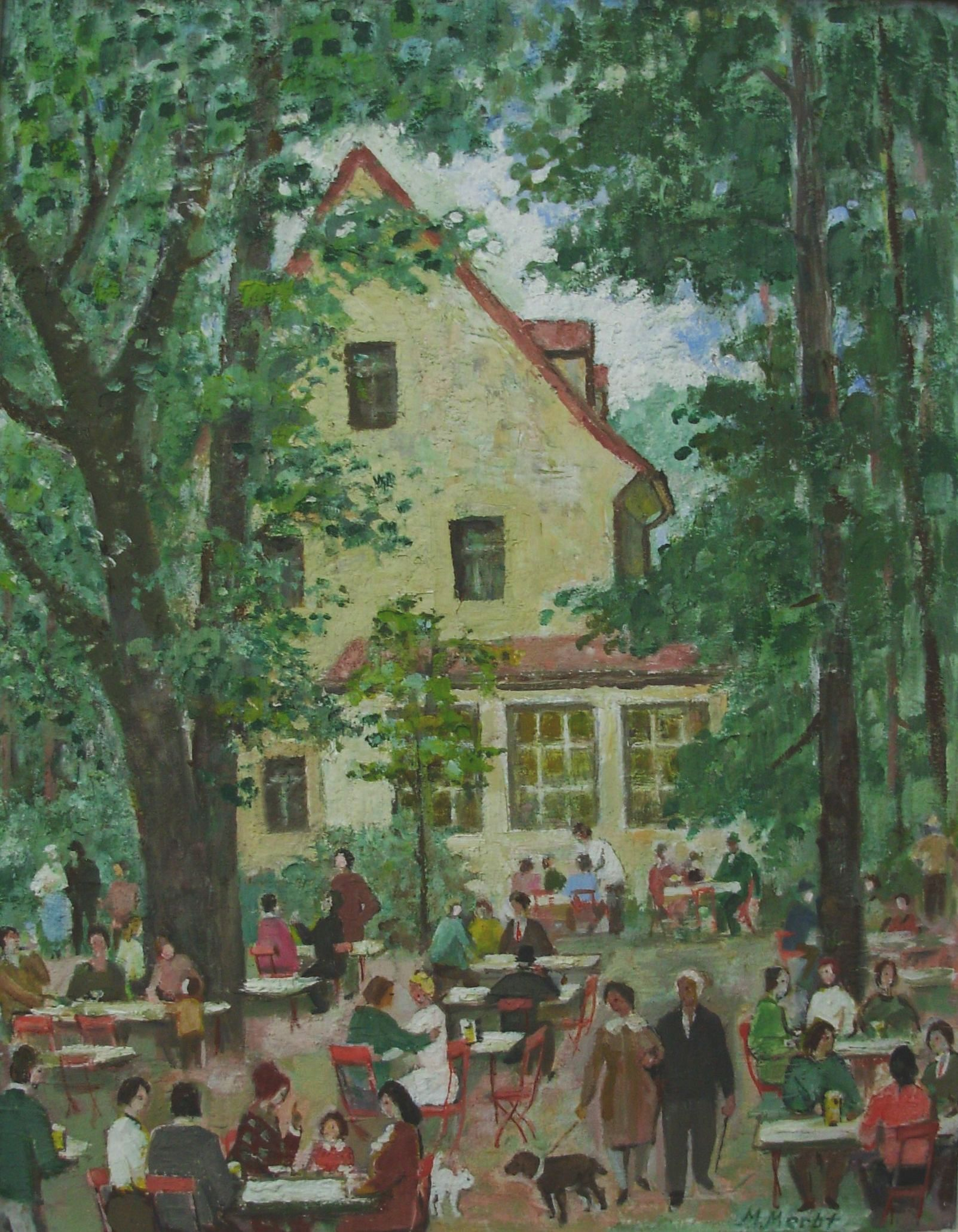
Waldmax, 1976

Merbts freie Malerei ist geprägt von seinen Fähigkeiten und Erfahrungen als Glasmaler und zeigt eine faszinierende Einheitlichkeit. In einem lockeren Zusammenschluss von Künstlern, die sich „kleine Akademie“ nannte, arbeitete Merbt gemeinsam mit Wilhelm Lachnit und Kurt Schütze im Atelier von Otto Dix auf der Kesselsdorfer Straße, aber man ging auch gemeinsam in die Landschaft.
Der Dresdner Kunsthistoriker Fritz Löffler schrieb im Ausstellungskatalog anlässlich einer Max-Merbt-Ausstellung in der Galerie Kunst der Zeit 1985: „Es ist das Werk eines reifen Mannes, der die Probleme die es für ihn zu lösen galt klar erkannt hat, das betrifft sowohl den Gehalt wie die Gestalt. Es gibt für ihn da keine Versuche und Experimente mehr. Sie gehören früheren Perioden an. Max Merbt ist nicht mehr länger auf dem Wege, er ist am Ziel und verfolgt dieses mit weiser Sachlichkeit.“
Seine Bilder sind klar im Aufbau, Merbt legte großen Wert auf einfache Formen und flächige Gestaltung entsprechende seiner Gestaltungsweise in der Glaskunst. Wenn man die Bilder als Foto betrachtet, überraschen den Betrachter die vergleichsweise kleinen Formate der Originale. Löffler schreibt: „Hier erweisen sich die Tugenden des geübten Glasmalers, der immer in ganzen Scherben denkt und die Konturen nur in Schwarzlot aufsetzen kann. Die feste Konturierung ist so auch ein Charakteristikum für die Merbtsche Bildwelt“.
In vielen Gesprächen beschrieb der Künstler, wie wichtig ihm das Anliegen war, durch einfache und klare Formen das Motiv zu ordnen und auf den Betrachter eine beruhigende und erheiternde Wirkung auszuüben. Viele seiner Bilder weisen eine geradezu architektonische Ordnung und Struktur auf. Aber dies ist nur eine Seite seines Schaffens. Mit den Werken Rummelplatz, welches aus dem Atelierfenster von Otto Dix gemalt wurde, und Gaststätte Waldmax zeigt Merbt mit reich figurierten Darstellungen eine andere Seite seiner Kunst, ohne den Grundaufbau seiner Bilder zu verlassen. Seine Aquarelle und Zeichnungen sind noch stärker abstrahiert und in der Technik deshalb auch noch lockerer.
Der Kunsthistoriker Gert Claußnitzer schrieb in einem Artikel anlässlich des 100. Geburtstages des Künstlers in der Sächsischen Zeitung vom 3. Februar 1995:

„Alles Zufällige musste abgestossen werden, so dass die körperlichkeit der Dinge in höchster Reinheit und so elementar wie nur möglich hervortrat. Was Merbt in seinen inszenierten Farbbegegnungen und Farbkontrasten zuwege brachte hat dem Dekorativen in der Malerei wieder Bedeutung, ja Ausdruck verliehen und die Würde des Geistigen und Erlesenen bewahrt. Ähnlich Matisse schwebte ihm stets seine Kunst voll Gleichgewicht, Reinheit, Ruhe vor. Nicht die beanspruchenden Sujets, das Bedrückende und Verstimmte waren seine Sache, sondern das Gelöste und Gebändigte, die heitere Seite des Lebens.“

## Werke

### Künstlerisches Wirken

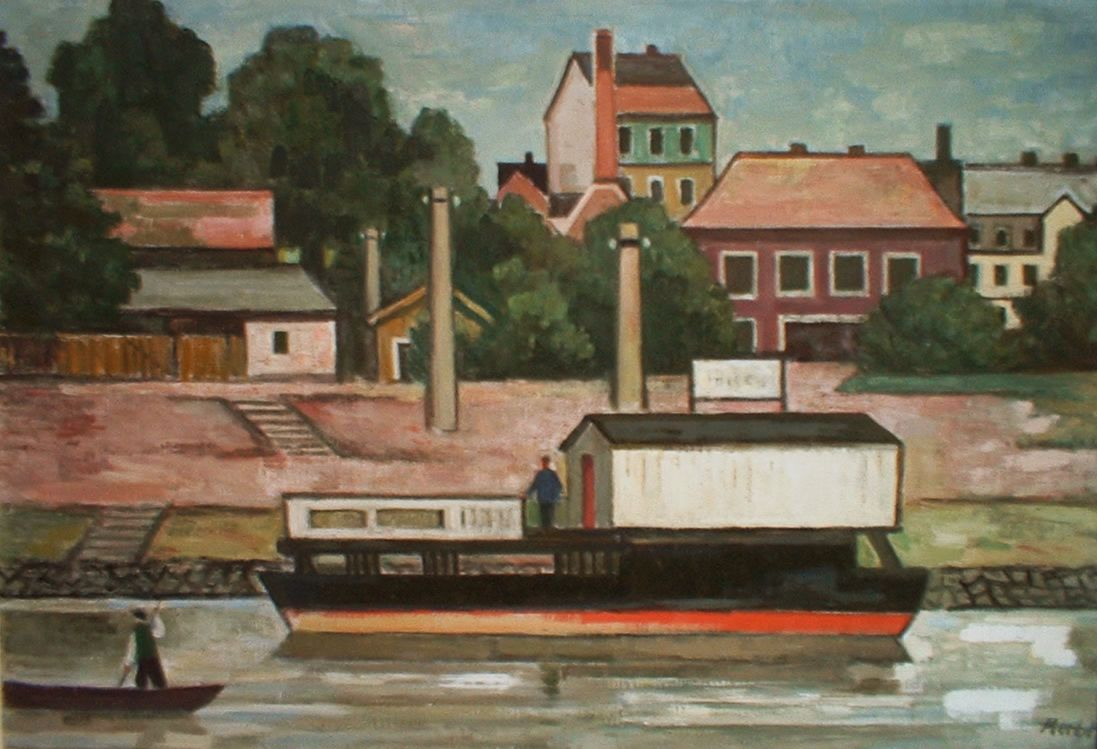
Dampferanlegestelle im Pieschener Winkel
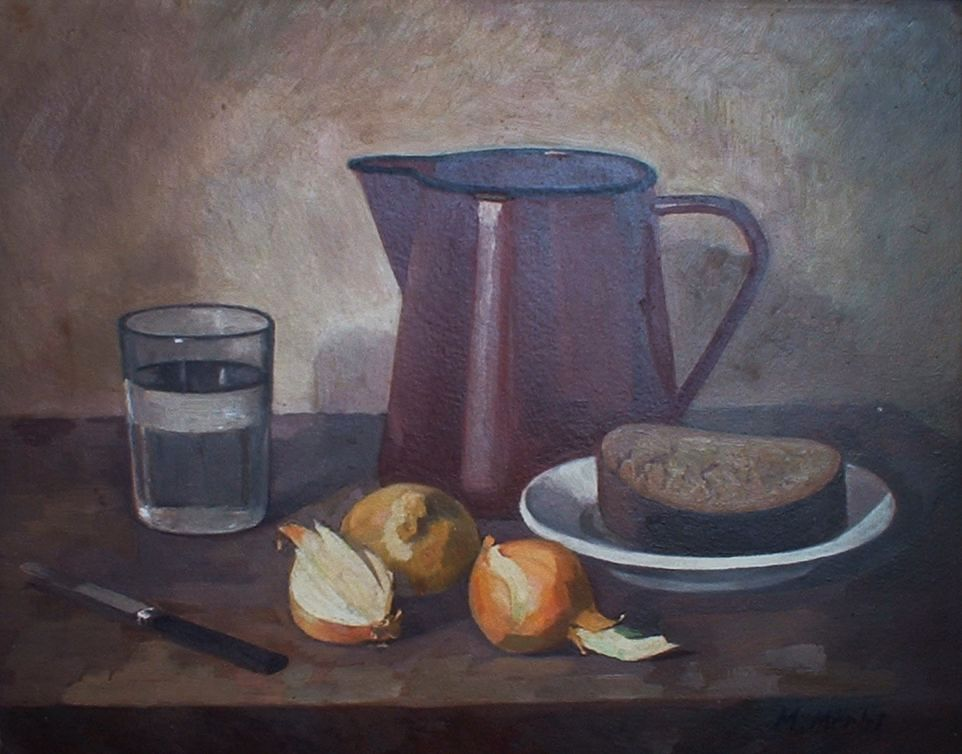
Tagesration Brot 1947
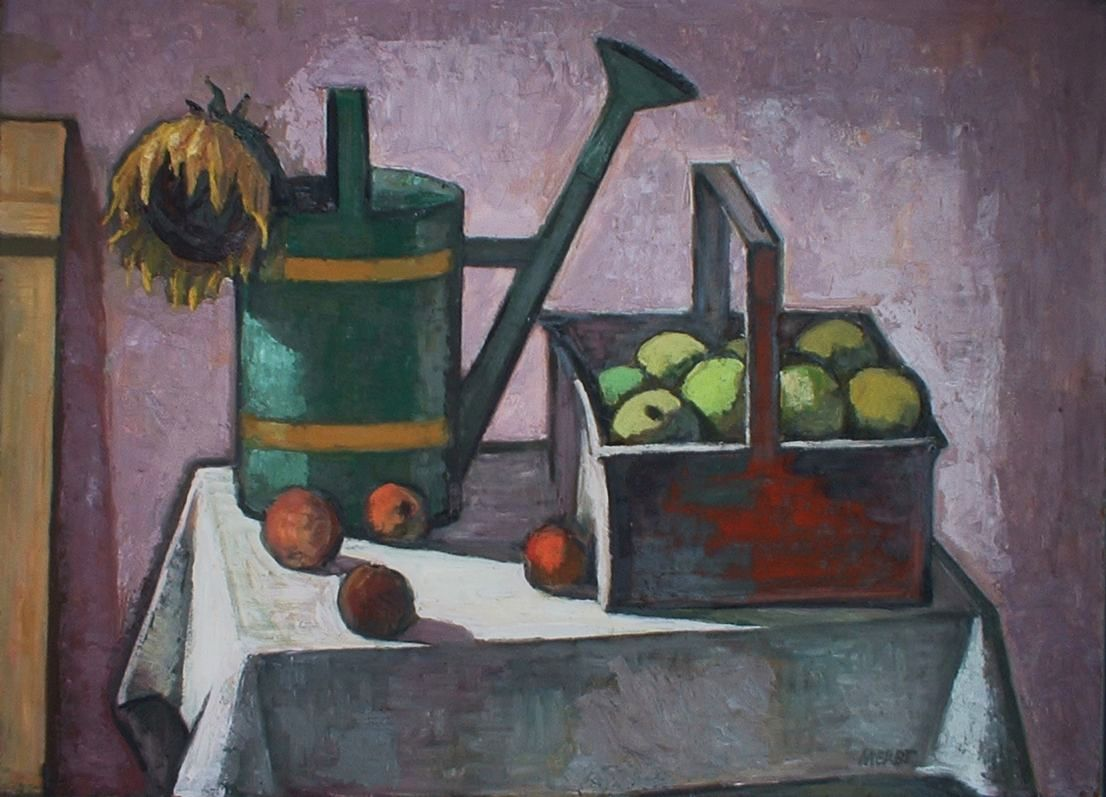
Gießkanne mit Sonnenrose 1960
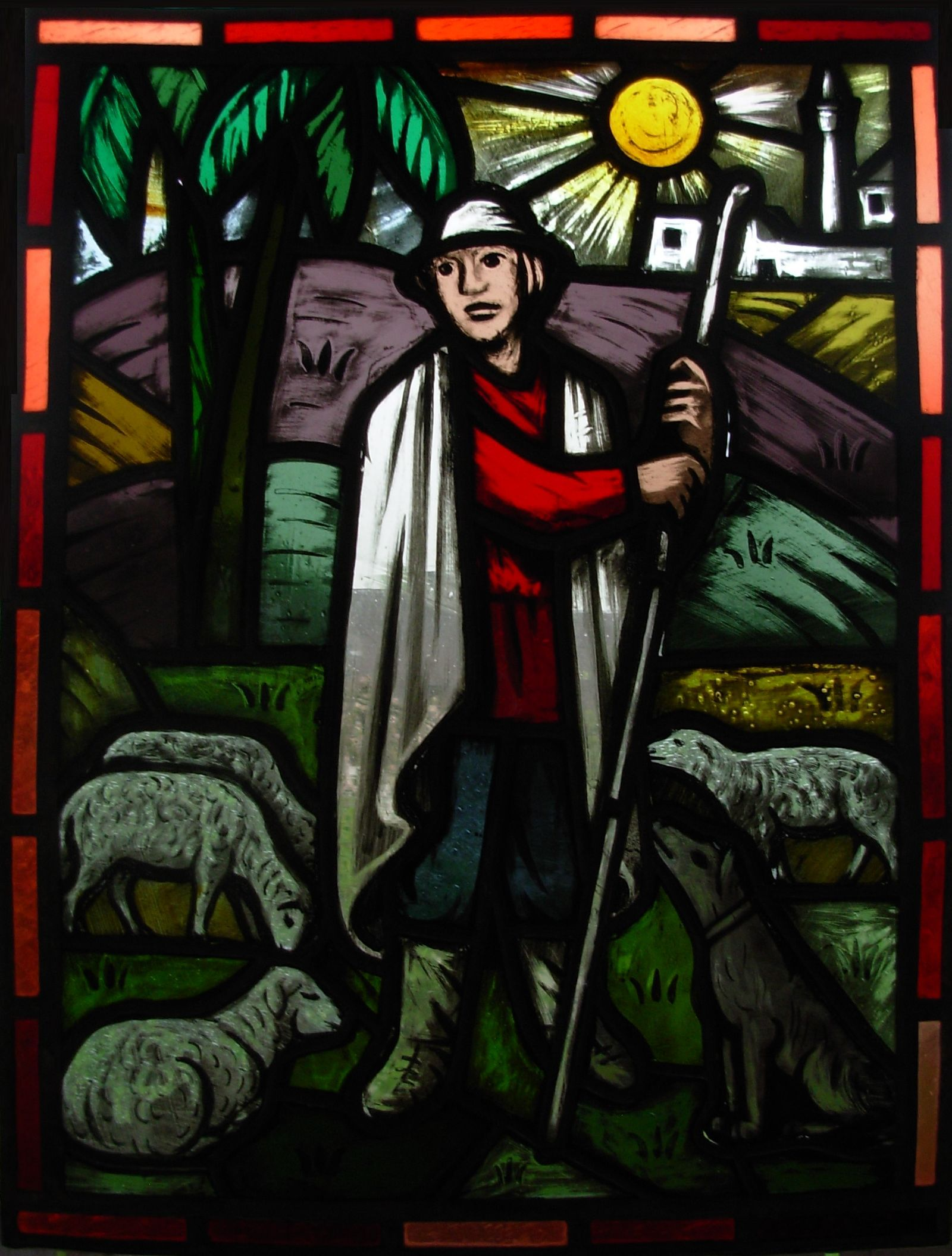
Der gute Hirte 1950

### Projekte als Restaurator für das Institut für Denkmalspflege in Dresden
- 1956: Historisches Museum im Dresdner Zwinger
- 1957–1964: Schloss Pillnitz
- 1962: Schloss Wildenfels
- 1966: St.-Benno- und Kreuzkapelle der Katholischen Hofkirche in Dresden
- 1974: Tritonen-/Prunkgondel im Schlosspark Pillnitz
- 1975: Kirche Schellerhau
- 1977: Proben im oberen Foyer der Dresdner Semperoper
- 1979: Kapitelle der Aussenfassade Schloss Moritzburg
- Bildtapeten im ehemaligen Rittergut Schirgiswalde
- Schloss Weesenstein
- Barockschloss Neschwitz
- Schwind-Pavillon, Kohren-Sahlis
- Jagdschloss Augustusburg
- Barockschloss Rammenau

### Ausstellungen
- 1958: IV. Deutsche Kunstausstellung
- 1964: V. Kunstausstellung des Bezirkes Dresden
- 1974: IX. Kunstausstellung des Bezirkes Dresden
- 1979: X. Kunstausstellung des Bezirkes Dresden
- 1984: Galerie am Elbtor in Pirna und in der Kreisbibliothek Sebnitz
- 1984/85: Stilleben Galerie West in Dresden
- 1985: Galerie Kunst der Zeit in Dresden